# Dreyßig Jahre aus dem Leben eines Lumpen
Dreyßig Jahre aus dem Leben eines Lumpen ist ein Lokales Zauberspiel mit Tanz, Gesang und Tableaux in 2 Akten vom Schauspieler Johann Nestroy. Das Stück entstand 1828 und wurde am 20. Dezember dieses Jahres als Des Wüstlings Radikalkur oder: Die dreyßig Jahre der Verbannung am landständischen Theater in Graz uraufgeführt.
Die erste Wiener Aufführung fand im August 1829 im Theater in der Josefstadt und dann mit Berücksichtigung von Direktor Carl Carls Bearbeitungsvorschlägen am 27. April 1832 im Theater an der Wien unter dem Titel Die Verbannung aus dem Zauberreiche oder Dreißig Jahre aus dem Leben eines Lumpen statt.

## Inhalt
- 1. Abteilung (Vorspiel: Die Verbannung):

Longinus kommt von einer 5-jährigen Reise durch alle Zauberländer als großer Tunichtgut zu seinem darüber schwer enttäuschten Vater Pumpf zurück. Eigentlich sollte er Urania heiraten, doch diese verweigert sich ihm. Nocturnus verbannt ihn für 30 Jahre in die Menschenwelt, wo er als Lump leben müsse, was er jedoch begeistert begrüßt.
- 2. Abteilung (Der Rausch):

Auf Wunsch seiner Tante, die ihn für einen Ausbund an Tugend hält, soll Longinus die Banquieurstochter Albertine zur Frau nehmen. Da er sich aber als rechter Lump erweist, lehnen diese und ihr Vater den Plan ab. Albertine heiratet statt Longinus den soliden und tüchtigen Adolf, Longinus bestiehlt mit Hilfe von Heinrich seine Tante um eine erhebliche Summe und flieht nach London.
- 3. Abteilung (Die Schenke):

Zehn Jahre später ist das ganze Geld verjuxt und Longinus ein verkrachter Schauspieler, der sich allerdings nicht wirklich um ein Engagement bemüht, sondern lieber vom Schnorren lebt. Er muss auf Nocturnus' Befehl weiterhin in der Menschenwelt bleiben.
- 4. Abteilung (Der Diebstahl):

Heinrich, der Longinus in London um einen Großteil der gestohlenen Summe betrogen hatte, ist Hotelbesitzer geworden. Adolf und Albertine sind zusammen mit Therese bei ihm abgestiegen. Longinus ist Lohndiener im Hotel, wird aber wegen Faulheit hinausgeworfen. Er will sich durch einen Diebstahl bei Adolf vor der drohenden Verhaftung wegen seiner Schulden retten, wird jedoch ertappt und festgenommen. Nocturnus macht ihm klar, dass er wegen seines Lebenswandels noch weitere zehn Jahre die Geisterwelt nicht betreten darf.
- 5. Abteilung (Die Strafe):

Longinus ist zum Straßenkehrer und Spott der Gassenbuben geworden. Geläutert erkennt er seinen verfehlten Lebensweg. In der letzten Szene kehrt er in das Geisterreich zu seinem Vater zurück und darf nun auch Urania heiraten.
Pumpf: Bist jetzt noch ein Lump?
Longinus: Nein Papa, und wenige wären's, wenn sie wüssten, wie weit man's bringt, wenn man 30 Jahre lang ein Lump ist.(Actus 2, 5. Abteilung, Scena 32)
Die Wiener Fassung des Stückes Die Verbannung aus dem Zauberreiche hat abgesehen von Textstraffungen und Wiedereinfügung einiger von der Grazer Zensur gestrichener Extempores den gleichen Handlungsablauf mit (fast) denselben Personen.

## Werksgeschichte
Nestroys Quelle war das 1827 verfasste rührselig-pathetische Melodrama Trente ans, ou la vie d’un joueur  („Dreißig Jahre, oder das Leben eines Spielers“) von Victor Henri Joseph Brahain Ducange (1783–1833), das am 18. März 1828 am Theater an der Wien aufgeführt wurde, und zwar in der Bearbeitung von Johann Wenzel Lembert (eigentlich Wenzel Tremler) unter dem Titel Dreißig Jahre aus dem Leben eines Spielers. Dramatisches Gemälde in 3 Abteilungen. Das Original ist ein wüstes Effektdrama, das Nestroy nur den Rahmen bot, den er bearbeitete.
Knapp sieben Monate nach der Uraufführung dieses Werkes in Graz, am 23. Mai 1828, wobei Nestroy den Gastwirt spielte, erschien sein komisches Zauberstück, oft als Parodie bezeichnet, am 20. Dezember 1828 auf der Bühne des landständischen Theaters. Es erlebte immerhin sechs Wiederholungen, am 21., 24. und 28. Dezember 1828 sowie am 5. und 12. Jänner und 4. Februar 1829. Hier lautete der Titel allerdings von Anfang an Des Wüstlings Radikalkur oder: Die dreyßig Jahre der Verbannung. Diese Änderung wurde vermutlich von der Zensur befohlen, worauf eine Textstelle im Stück einen Hinweis gibt:
Pumpf: Als ein Lump?
Nocturnus: Ja, auf Hochdeutsch hätte ich sagen sollen Wüstling, da wir aber schon einmal lokal reden, so sag ich – als ein Lump kehrt er wieder. (Actus 1, 1. Abteilung, Scena 2)
Es handelt sich bei diesem Werk um Nestroys erstes abendfüllendes Theaterstück. Der künstlich „herbeigezauberte“ Schluss in der letzten Szene mit der vermeintlichen Besserung von Longinus erscheint allerdings doch ziemlich konstruiert, da der ganze Inhalt des Stückes dem in ziemlich zynischer Weise widerspricht.
Die erste Wiener Aufführung am 22. April 1829 im Theater in der Josefstadt hatte den gleichen Text aber den ursprünglichen Titel Dreyßig Jahre aus dem Leben eines Lumpen. Da offenbar die Grazer Musik nicht zur Verfügung stand, beklagte ein Rezensent die „durchaus abgedroschenen Lieder“. Die Rolle des Heinrich gab der damalige Direktor des Theaters, Matthäus Fischer, Nestroy spielte hier auf Engagement, ging dann aber nach Lemberg im damals österreichischen Galizien.
Im Theater an der Wien trug das Stück 1832 nicht von Anfang an den neuen Titel Die Verbannung aus dem Zauberreiche, sondern, wie sich anhand der Theaterzettel feststellen ließ, erst ab der Vorstellung vom 15. Juni 1832. Das Stück wurde verhältnismäßig lange, nämlich bis 1857, immer wieder gespielt. Auch das Original Lemberts wurde von Direktor Carl in sein Programm aufgenommen, so dass 1832 beide Stücke gleichzeitig gesehen werden konnten. Im Lembert-Werk gab Carl den Spieler Georg von Behlen, der im Nestroy-Stück zum Lumpen Longinus wurde.
Die Wiener Theaterzeitung Adolf Bäuerles schrieb am 15. Dezember 1831 als Vorankündigung:
„Im Theater an der Wien werden die beyden effektreichen Stücke ›Dreyßig Jahre aus dem Leben eines Spielers‹ und ›Dreyßig Jahre aus dem Leben eines Lumpen‹ letzteres von Nestroy auf das Repertoire kommen. Ref. sah Hrn. Nestroy schon vor mehreren Jahren in dieser Parodie und kann ihm die Anerkennung seines, bis zum Erschüttern wahren und natürlichen Spiels nicht versagen.“
Nach der Aufführung schrieb dieselbe Zeitung am 2. Mai 1832:
„[…] wir zählen das Stück zu den besten Produkten, welche uns bisher von Hrn. Nestroy bekannt geworden sind.“
Bei allen Aufführungen in Wien und Graz spielte Johann Nestroy die Rolle des Longinus.

## Erläuterungen
Im Wienerischen bedeutet Pumpf einen einfältig-bequemen Menschen; Bisgurn, auch Bissgurn ist eine bissige, streitlustige Weibsperson, eine Xanthippe (gurn vermutlich vom Mittelhochdeutschen Gurre = Stute, siehe auch unter „Stutenbissigkeit“).